# Wilhelm Ernst August von Schlieben
Wilhelm Ernst August von Schlieben (auch Wilhelm von Schlieben; * 24. Juli 1781 in Dresden; † 11. September 1839 ebenda) war ein deutscher Kartograf und Statistiker.

## Leben
Schlieben war Sohn des Appellationsrates Seyfried Ernst von Schlieben (1740–1786) und stammte aus dem Adelsgeschlecht Schlieben. Er erhielt zunächst im elterlichen Hause Privatunterricht, bevor er ab 1793 die Kadettenanstalt in Dresden absolvierte. 1799 ging der junge Offizier von der Anstalt ab, um bereits 1800 als Lehrer der Militärwissenschaft an diese zurückzukehren. 1803 verließ er die Akademie im Rang eines Hauptmanns endgültig.
Schlieben war in den Jahren 1800 bis 1807 zudem an der Gradmessung in Thüringen beteiligt. Er erhielt in der Folge 1807 eine Stellung als Oberlandfeldmesser. 1815 wurde er zum Direktor der Kameralvermessung befördert und schließlich 1823 zum Oberaufseher der sächsischen Zivilplankammer. In diesem Zuge erhielt er außerdem den Titel Kammerrat.
Schlieben gehörte 1831 zu den Gründungsmitgliedern des Statistischen Vereins für das Königreich Sachsen, zu dessen Vorstand er gehörte. Von 1831 bis 1839 erschienen unter seiner Leitung 12 Bände der Mittheilungen des statistischen Vereins für das Königreich Sachsen.

## Werke (Auswahl)
- Das Unentbehrlichste der Feldbefestigungskunst: der Vertheidigung und des Angriffs der Schanzen, verschanzten Dörfer u. zum Selbstunterricht für Subaltern-Infanterieoffiziers, Keyser, Erfurt 1806.
- Versuch einer Encyklopädie der militärischen Wissenschaften, 2 Bände, Leipzig 1809–1811.
- Die Elemente der reinen Mathematik : erläutert durch Beispiele der Naturlehre, Statistik und Technologie, 2 Bände, Leipzig [u. a.] 1817 (Digitalisat).
- Lehrgebäude der Geographie : mit naturhistorischen, statistischen und geschichtlichen Andeutungen und einem Chartenatlasse zum öffentlichen und häuslichen Unterricht in dieser Wirtschaft, 4 Bände, Göschen, Leipzig 1828.
- Ansichten über Zweck und Einrichtung statistischer Sammlungen oder Bureau’s, Anton u. Helbet, Halle 1830.
- Neuestes Gemälde der Preußischen Monarchie, oder Beschreibung der Lage, des Klimas, der Naturprodukte, Sammer, Wien 1834.
- Neuestes Gemälde der deutschen Bundesstaaten, oder Beschreibung der Lage, des Klimas, der Naturprodukte, Landeskultur, merkwürdigsten Städte, Gegenden, Kunstwerke, Ruinen und Denkmäler: dann der Einwohner, deren Lebensart, Kleidung, Handel, Künste, Wissenschaften, Sammer, Wien 1834.
- Grundzüge einer allgemeinen Statistik aus dem Gesichtspunkt der Nationalökonomie, Wallishauser, Wien 1834.
- Statistische Aphorismen in Beziehung auf Nationalökonomie und Staatenkunde, Fleischer, Leipzig 1837.
- Vollständiges Hand- und Lehrbuch der gesammten niederen Meßkunde: Ein Nachschlagebuch für Vermessungs-Conducteurs, Forstbeamte, Ökonomen, 3. Auflage, Ernst, Quedlinburg und Leipzig 1857.